# PEC in het seizoen 1956/57
Het seizoen 1956/1957 was het 46e jaar in het bestaan van de Zwolse voetbalclub PEC. De club kwam uit in de Tweede divisie A en eindigde daarin op de 10e plaats. Ook werd deelgenomen aan het toernooi om de KNVB beker, hierin werd de club in de eerste ronde, op basis van uitdoelpunten, uitgeschakeld door de Leeuwarder amateurclub Nicator (2–2).

## Wedstrijdstatistieken

### Tweede divisie A
| 1e speelronde                                                                 | PEC | 4 – 4 (2 – 0) | Oldenzaal                                                          |
| 2 september 1956 Plaats: Zwolle Gemeentelijk Sportpark Toeschouwers: 1.500    | Gerrit Disselhof 17', 35', 77' Gerrit van der Weerthof 48'                                                           |               | 59', 78' Gerrit de Leeuw 70' Toon Valks 71' Hennie Koopman         |
| 2e speelronde                                                                 | Zwartemeer | 1 – 2 (0 – 2) | PEC                                                                |
| 9 september 1956 Plaats: Klazienaveen Mr. Ovingstraat Toeschouwers: 4.000     | Jan Stevens 52' |               | 5' Gerard Brouwer 35' Jan Tielbaard                                |
| 3e speelronde                                                                 | Enschedese Boys | 3 – 1 (1 – 1) | PEC                                                                |
| 30 september 1956 Plaats: Enschede Heekpark Toeschouwers: 4.500               | Herman Selderhuis 8' Henk Leusink 58' Bennie van Stuivenberg 72'                                                     |               | 13' Gerrit Disselhof                                               |
| 4e speelronde                                                                 | PEC | 2 – 2 (2 – 1) | Zwolsche Boys                                                      |
| 7 oktober 1956 Plaats: Zwolle Gemeentelijk Sportpark Toeschouwers: 5.000      | Gerrit van der Weerthof 37' Eef Wink 40'                                                                             |               | 30' Toone van der Kolk 67' Theo Heidenrijk                         |
| 5e speelronde                                                                 | Leeuwarden | 9 – 0 (1 – 0) | PEC                                                                |
| 21 oktober 1956 Plaats: Leeuwarden Gemeentelijk Sportpark Toeschouwers: 4.000 | Jaap van Oosten 20', 47', –', –' André Hofman 51', –', –' (pen.), –' Frans Hoekstra                                  |               |                                                                    |
| 6e speelronde                                                                 | PEC | 0 – 3 (0 – 1) | Heracles                                                           |
| 28 oktober 1956 Plaats: Zwolle Gemeentelijk Sportpark Toeschouwers: 3.500     | |               | 8' Jan Kamphuis 53' Henk Meijer 82' Herman Vrielink                |
| 7e speelronde                                                                 | Rheden | 3 – 2 (2 – 0) | PEC                                                                |
| 11 november 1956 Plaats: Rheden Thomassen-terrein Toeschouwers: 3.000         | Ap Bosveld 12' (pen.) Piet Wijnholts 43' Ben Zweers 90'                                                              |               | 47' Gerrit Disselhof 57' Jan Horst                                 |
| 8e speelronde                                                                 | PEC | 9 – 3 (3 – 3) | Oosterparkers                                                      |
| 18 november 1956 Plaats: Zwolle Gemeentelijk Sportpark Toeschouwers:          | Gerrit van der Weerthof 28', 30', 64' Jan Westerbeek 42' Dries Jans 48', 70' Gerrit Disselhof 56' Jan Horst 76', 88' |               | 16' Klaas Snip 23', 26' Cor van Dorst                              |
| 9e speelronde                                                                 | Go Ahead | 3 – 0 (2 – 0) | PEC                                                                |
| 25 november 1956 Plaats: Deventer Vetkampstraat Toeschouwers:                 | Tonny van Gelder 18', 78' Joop Butter 25'                                                                            |               |                                                                    |
| 10e speelronde                                                                | PEC | 0 – 2 (0 – 1) | Veendam                                                            |
| 2 december 1956 Plaats: Zwolle Gemeentelijk Sportpark Toeschouwers: 3.000     | |               | 13' Jan van der Berg 88' Leo Stemkens                              |
| 11e speelronde                                                                | Velocitas | 5 – 2 (4 – 1) | PEC                                                                |
| 9 december 1956 Plaats: Groningen Stadspark Toeschouwers:                     | Evert Drommel 23' Jan Koolman 37' Klaas van der Veen 41', 84' Piet Eimers 44'                                        |               | 38' Gerrit Disselhof 54' (pen.) Jan Tielbaard                      |
| 12e speelronde                                                                | Be Quick | 7 – 1 (2 – 0) | PEC                                                                |
| 16 december 1956 Plaats: Haren Esserberg Toeschouwers: 1.500                  | Ap Hansems 16' Kees van der Leij 25', 90' Jan Fabels 55', 65' Roel Greving –' (pen.), –' (pen.)                      |               | 51' Jan Tielbaard                                                  |
| 13e speelronde                                                                | PEC | 4 – 1 (1 – 0) | Heerenveen                                                         |
| 23 december 1956 Plaats: Zwolle Gemeentelijk Sportpark Toeschouwers:          | Gerrit van der Weerthof 15' Jan Tielbaard 48', 51', 84'                                                              |               | 89' Cees Groot                                                     |
| 14e speelronde                                                                | Oldenzaal | 2 – 3 (2 – 2) | PEC                                                                |
| 6 januari 1957 Plaats: Oldenzaal Het Heuveltje Toeschouwers: 2.000            | Hennie Koopman 9', 30'                                                                                               |               | 21', 23' Jan Tielbaard 58' Gerrit van der Weerthof                 |
| 15e speelronde                                                                | PEC | 2 – 3 (2 – 1) | Zwartemeer                                                         |
| 13 januari 1957 Plaats: Zwolle Gemeentelijk Sportpark Toeschouwers: 2.500     | Dries Jans 36' Jan Horst 43'                                                                                         |               | 37' Geert Jacobs 53' Gerrit Pesman 61' Hans Kalter                 |
| 16e speelronde                                                                | PEC | 2 – 1 (0 – 0) | Enschedese Boys                                                    |
| 27 januari 1957 Plaats: Zwolle Gemeentelijk Sportpark Toeschouwers: 2.500     | Gerrit van der Weerthof 48' Jan Tielbaard 63'                                                                        |               | 87' Edy Groothuis                                                  |
| 17e speelronde                                                                | Zwolsche Boys | 4 – 0 (2 – 0) | PEC                                                                |
| 3 februari 1957 Plaats: Zwolle De Vrolijkheid Toeschouwers: 5.000             | Toone van der Kolk 41' Theo Heidenrijk 44' Gerrit Dijkslag 62' Herman Schrijver 76'                                  |               |                                                                    |
| 18e speelronde                                                                | PEC | 1 – 4 (0 – 4) | Leeuwarden                                                         |
| 10 februari 1957 Plaats: Zwolle Gemeentelijk Sportpark Toeschouwers: 3.000    | Jan Horst 52' |               | 11' Jan Hoekema 26', 34' Jaap van Oosten 32' André Hofman          |
| 19e speelronde                                                                | Heracles | 1 – 0 (1 – 0) | PEC                                                                |
| 17 februari 1957 Plaats: Almelo Bornsestraat Toeschouwers: 5.000              | Jacob Edel 16' |               |                                                                    |
| 20e speelronde                                                                | PEC | 2 – 1 (1 – 1) | Tubantia                                                           |
| 24 februari 1957 Plaats: Zwolle Gemeentelijk Sportpark Toeschouwers: 5.000    | Jan Horst 34' Gerard Brouwer 64'                                                                                     |               | 2' Jacky Jurissen                                                  |
| 21e speelronde                                                                | PEC | 5 – 2 (1 – 0) | Go Ahead                                                           |
| 17 maart 1957 Plaats: Zwolle Gemeentelijk Sportpark Toeschouwers: 2.000       | Benny Nijboer 36' Jan Horst 56', 65', 85' Gerard Brouwer 88'                                                         |               | 63' Joop Butter 87' (pen.) Henk Strokappe                          |
| 22e speelronde                                                                | Veendam | 3 – 2 (2 – 1) | PEC                                                                |
| 24 maart 1957 Plaats: Veendam De Langeleegte Toeschouwers: 1.500              | Henk Löhr 10' Jan van der Berg 42' Klaas van der Berg 48'                                                            |               | 14' Jan Horst 89' (pen.) Benny Nijboer                             |
| 23e speelronde                                                                | PEC | 1 – 2 (1 – 1) | Velocitas                                                          |
| 31 maart 1957 Plaats: Zwolle Gemeentelijk Sportpark Toeschouwers:             | Robert Keijzer 34' (e.d.)                                                                                            |               | 11' Geert Sannes 87' Piet Fransen                                  |
| 24e speelronde                                                                | PEC | 3 – 2 (2 – 1) | Be Quick                                                           |
| 7 april 1957 Plaats: Zwolle Gemeentelijk Sportpark Toeschouwers: 4.000        | Gerard Brouwer 16' Gerrit Disselhof 19' Jan Tielbaard 77'                                                            |               | 7' Ap Hansems 66' (pen.) Rolf (Izzy) Greving                       |
| 25e speelronde                                                                | PEC | 5 – 3 (1 – 2) | Rheden                                                             |
| 14 april 1957 Plaats: Zwolle Gemeentelijk Sportpark Toeschouwers: 3.000       | Jan Tielbaard 29', 51' Jan Horst 60' Peter Westenbrink 62', 80'                                                      |               | 7', 44' Ben Zweers 88' Ap Bosveld                                  |
| 26e speelronde                                                                | Oosterparkers | 4 – 1 (1 – 1) | PEC                                                                |
| 12 mei 1957 Plaats: Groningen Oosterpark Toeschouwers: 500                    | Klaas Snip 1', 53' Jan Groninger 52', 84'                                                                            |               | 13' Dries Jans                                                     |
| 27e speelronde                                                                | Tubantia | 2 – 2 (2 – 0) | PEC                                                                |
| 26 mei 1957 Plaats: Hengelo Veldwijk Toeschouwers:                            | Lambert Toren 23' Jacky Jurissen 37'                                                                                 |               | 82' Jan Horst 87' Gerrit Disselhof                                 |
| 28e speelronde                                                                | Heerenveen | 3 – 5 (0 – 2) | PEC                                                                |
| 1 juni 1957 Plaats: Heerenveen Gemeentelijk Sportpark Toeschouwers:           | Klaas Ringia 60' Homme Siebenga 70' Anne Santema 75'                                                                 |               | 15' Jan Horst 40', 55' Gerrit van der Weerthof 65', 85' Dries Jans |

### KNVB beker
| 1e ronde                                               | PEC                             | 2 – 2 (0 – 1)                          | Nicator                |
| 19 augustus 1956 Plaats: Zwolle Gemeentelijk Sportpark | Jan Horst 50' Wim Gerritsen 60' | Nicator door vanwege uitspelende ploeg | 43' Smit 54' Henk Efdé |

## Selectie en technische staf

### Selectie 1956/57
| Nr.           | Nat.               | Naam                    | Competitie | Competitie | Beker      | Beker      | Totaal     | Totaal     | Seizoen    | Vorige club        | Debuut     |            |            |            |
| Nr.           | Nat.               | Naam                    | W          |            | W          |            | W          |            | Seizoen    | Vorige club        | Debuut     |            |            |            |
| Doelmannen    | Doelmannen         | Doelmannen              | Doelmannen | Doelmannen | Doelmannen | Doelmannen | Doelmannen | Doelmannen | Doelmannen | Doelmannen         | Doelmannen | Doelmannen | Doelmannen | Doelmannen |
| ------------- | ------------------ | ----------------------- | ---------- | ---------- | ---------- | ---------- | ---------- | ---------- | ---------- | ------------------ | ---------- | ---------- | ---------- | ---------- |
| -             | Vlag van Nederland | Hans van Rotterdam      | –          | 0          | 1          | 0          | –          | 0          | –          | Onbekend           | –          |            |            |            |
| Verdedigers   |                    |                         |            |            |            |            |            |            |            |                    |            |            |            |            |
| -             | Vlag van Nederland | Gerrit Disselhof        | –          | 9          | –          | 0          | –          | 9          | 1e         | ZAC (ama)          | –          |            |            |            |
| -             | Vlag van Nederland | Harry Kornelis          | –          | 0          | –          | 0          | –          | 0          | 4e         | Jeugd              | –          |            |            |            |
| Middenvelders |                    |                         |            |            |            |            |            |            |            |                    |            |            |            |            |
| -             | Vlag van Nederland | Gerard Brouwer          | –          | 4          | –          | 0          | –          | 4          | 1e         | Onbekend           | –          |            |            |            |
| -             | Vlag van Nederland | Jan Horst               | –          | 13         | 1          | 1          | –          | 14         | –          | Onbekend           | –          |            |            |            |
| -             | Vlag van Nederland | Bennie Nijboer          | –          | 2          | –          | 0          | –          | 2          | –          | Onbekend           | –          |            |            |            |
| -             | Vlag van Nederland | Scholte                 | –          | 0          | –          | 0          | –          | 0          | –          | Onbekend           | –          |            |            |            |
| -             | Vlag van Nederland | Eef Wink                | –          | 1          | –          | 0          | –          | 1          | –          | Onbekend           | –          |            |            |            |
| Aanvallers    |                    |                         |            |            |            |            |            |            |            |                    |            |            |            |            |
| -             | Vlag van Nederland | Wim Gerritsen           | –          | 0          | 1          | 1          | –          | 1          | –          | Onbekend           | –          |            |            |            |
| -             | Vlag van Nederland | Dries Jans              | –          | 6          | 1          | 0          | –          | 6          | 9e         | VSC Den Haag (ama) | –          |            |            |            |
| -             | Vlag van Nederland | Leo Koopman             | –          | 0          | –          | 0          | –          | 0          | 2e         | Rohda Raalte (ama) | –          |            |            |            |
| -             | Vlag van Nederland | Jan Tielbaard           | –          | 12         | –          | 0          | –          | 12         | –          | Onbekend           | –          |            |            |            |
| -             | Vlag van Nederland | Gerrit van der Weerthof | –          | 10         | –          | 0          | –          | 10         | –          | Onbekend           | –          |            |            |            |
| -             | Vlag van Nederland | Peter Westenbrink       | –          | 2          | –          | 0          | –          | 2          | –          | Jeugd              | –          |            |            |            |
| -             | Vlag van Nederland | Jan Westerbeek          | –          | 1          | 1          | 0          | –          | 1          | 9e         | Jeugd              | –          |            |            |            |
| Nr.           | Nat.               | Naam                    | W          |            | W          |            | W          |            | Seizoen    | Vorige club        | Debuut     |            |            |            |
| Nr.           | Nat.               | Naam                    | Competitie | Competitie | Beker      | Beker      | Totaal     | Totaal     | Seizoen    | Vorige club        | Debuut     |            |            |            |

### Technische staf
| Naam          | Functie      |
| ------------- | ------------ |
| Jan van Asten | Hoofdtrainer |

## Statistieken PEC 1956/1957

### Eindstand PEC in de Nederlandse Tweede divisie A 1956 / 1957
| Stand | Gespeeld | Gewonnen | Gelijk | Verloren | Punten | Doelpunten voor | Doelpunten tegen |
| ----- | -------- | -------- | ------ | -------- | ------ | --------------- | ---------------- |
| 10e   | 28       | 10       | 3      | 15       | 23     | 61              | 83               |

### Topscorers
| #                | Naam                       | Goal |
| ---------------- | -------------------------- | ---- |
| 1.               | Jan Horst                  | 13   |
| 2.               | Jan Tielbaard              | 12   |
| 3.               | Gerrit van der Weerthof    | 10   |
| 4.               | Gerrit Disselhof           | 9    |
| 5.               | Dries Jans                 | 6    |
| 6.               | Gerard Brouwer             | 4    |
| 7.               | Bennie Nijboer             | 2    |
| 7.               | Peter Westenbrink          | 2    |
| 9.               | Jan Westerbeek             | 1    |
| 9.               | Eef Wienk                  | 1    |
| Eigen doelpunten |                            |      |
| –                | Robert Keijzer (Velocitas) | 1    |
| Totaal           | Totaal                     | 61   |

| #      | Naam          | Goal |
| ------ | ------------- | ---- |
| 1.     | Wim Gerritsen | 1    |
| 1.     | Jan Horst     | 1    |
| Totaal | Totaal        | 2    |

### Punten per speelronde
| Speelronde | 1 | 2 | 3 | 4 | 5 | 6 | 7 | 8 | 9 | 10 | 11 | 12 | 13 | 14 | 15 | 16 | 17 | 18 | 19 | 20 | 21 | 22 | 23 | 24 | 25 | 26 | 27 | 28 |
| ---------- | - | - | - | - | - | - | - | - | - | -- | -- | -- | -- | -- | -- | -- | -- | -- | -- | -- | -- | -- | -- | -- | -- | -- | -- | -- |
| Punten     | 1 | 2 | 0 | 1 | 0 | 0 | 0 | 2 | 0 | 0  | 0  | 0  | 2  | 2  | 0  | 2  | 0  | 0  | 0  | 2  | 2  | 0  | 0  | 2  | 2  | 0  | 1  | 2  |

### Punten na speelronde
| Speelronde | 1 | 2 | 3 | 4 | 5 | 6 | 7 | 8 | 9 | 10 | 11 | 12 | 13 | 14 | 15 | 16 | 17 | 18 | 19 | 20 | 21 | 22 | 23 | 24 | 25 | 26 | 27 | 28 |
| ---------- | - | - | - | - | - | - | - | - | - | -- | -- | -- | -- | -- | -- | -- | -- | -- | -- | -- | -- | -- | -- | -- | -- | -- | -- | -- |
| Punten     | 1 | 3 | 3 | 4 | 4 | 4 | 4 | 6 | 6 | 6  | 6  | 6  | 8  | 10 | 10 | 12 | 12 | 12 | 12 | 14 | 16 | 16 | 16 | 18 | 20 | 20 | 21 | 23 |

### Stand na speelronde
| Speelronde | 1  | 2  | 3   | 4   | 5   | 6   | 7   | 8   | 9   | 10  | 11  | 12  | 13  | 14  | 15  | 16  | 17  | 18  | 19  | 20  | 21  | 22  | 23  | 24  | 25  | 26  | 27  | 28  |
| ---------- | -- | -- | --- | --- | --- | --- | --- | --- | --- | --- | --- | --- | --- | --- | --- | --- | --- | --- | --- | --- | --- | --- | --- | --- | --- | --- | --- | --- |
| Stand      | 6e | 5e | 10e | 10e | 12e | 13e | 14e | 13e | 14e | 15e | 15e | 15e | 14e | 13e | 14e | 12e | 12e | 13e | 14e | 13e | 13e | 13e | 14e | 12e | 12e | 12e | 11e | 10e |

### Doelpunten per speelronde
| Speelronde | 1 | 2 | 3 | 4 | 5 | 6 | 7 | 8 | 9 | 10 | 11 | 12 | 13 | 14 | 15 | 16 | 17 | 18 | 19 | 20 | 21 | 22 | 23 | 24 | 25 | 26 | 27 | 28 | Totaal |
| ---------- | - | - | - | - | - | - | - | - | - | -- | -- | -- | -- | -- | -- | -- | -- | -- | -- | -- | -- | -- | -- | -- | -- | -- | -- | -- | ------ |
| Doelpunten | 4 | 2 | 1 | 2 | 0 | 0 | 2 | 9 | 0 | 0  | 2  | 1  | 4  | 3  | 2  | 2  | 0  | 1  | 0  | 2  | 5  | 2  | 1  | 3  | 5  | 1  | 2  | 5  | 61     |